# Rio di San Martino
Le rio di San Martino (vénitien de San Martin; canal de Saint-Martin) est un canal de Venise dans le sestiere de Castello. Il est aussi appelé rio de l'Arsenal (canal de l'arsenal) dans sa partie orientale.

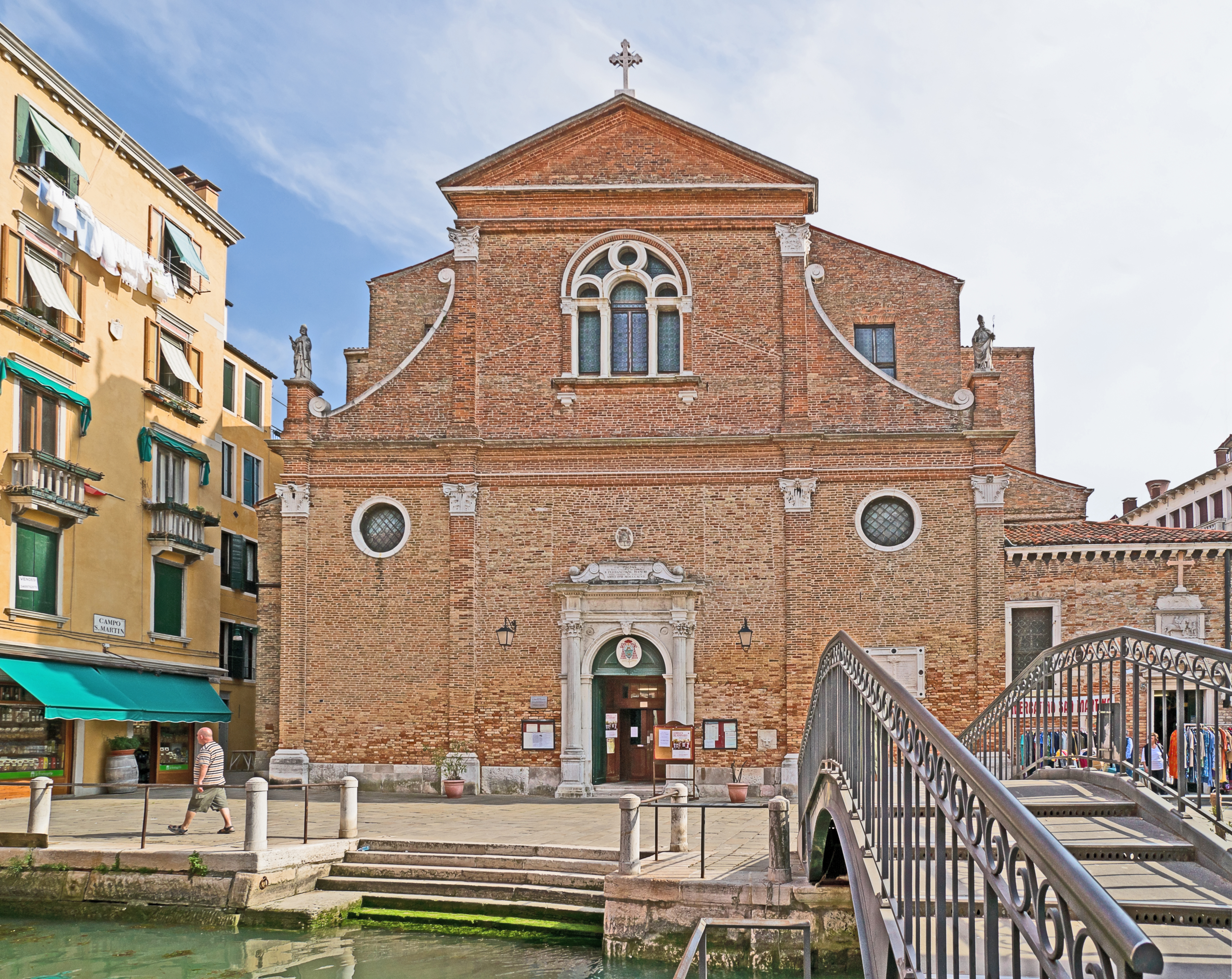
L'église S.Martino et le ponte dei Penini

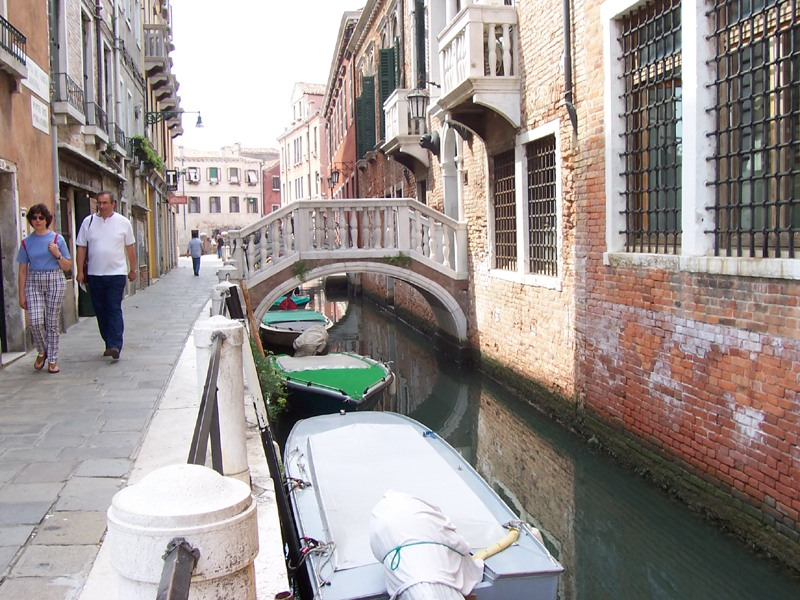
Fondamenta di fronte de l'Arsenale

## Origine
Le nom provient de l'église San Martino toute proche.

## Description
Le rio de San Martin a une longueur de 112 mètres. Il relie le rio dell'Arco vers l'est au rio dell'Arsenale.

## Situation
Ce rio rencontre le rio de la Ca' di Dio avec son Ponte Storto sur son flanc sud et le rio delle Gorne sur son flanc nord.
Ce rio longe :
- le campo de l'Église San Martino.
- le fondamenta di Fronte (dans la branche étroite).

## Ponts
Ce rio est traversé par quatre ponts:

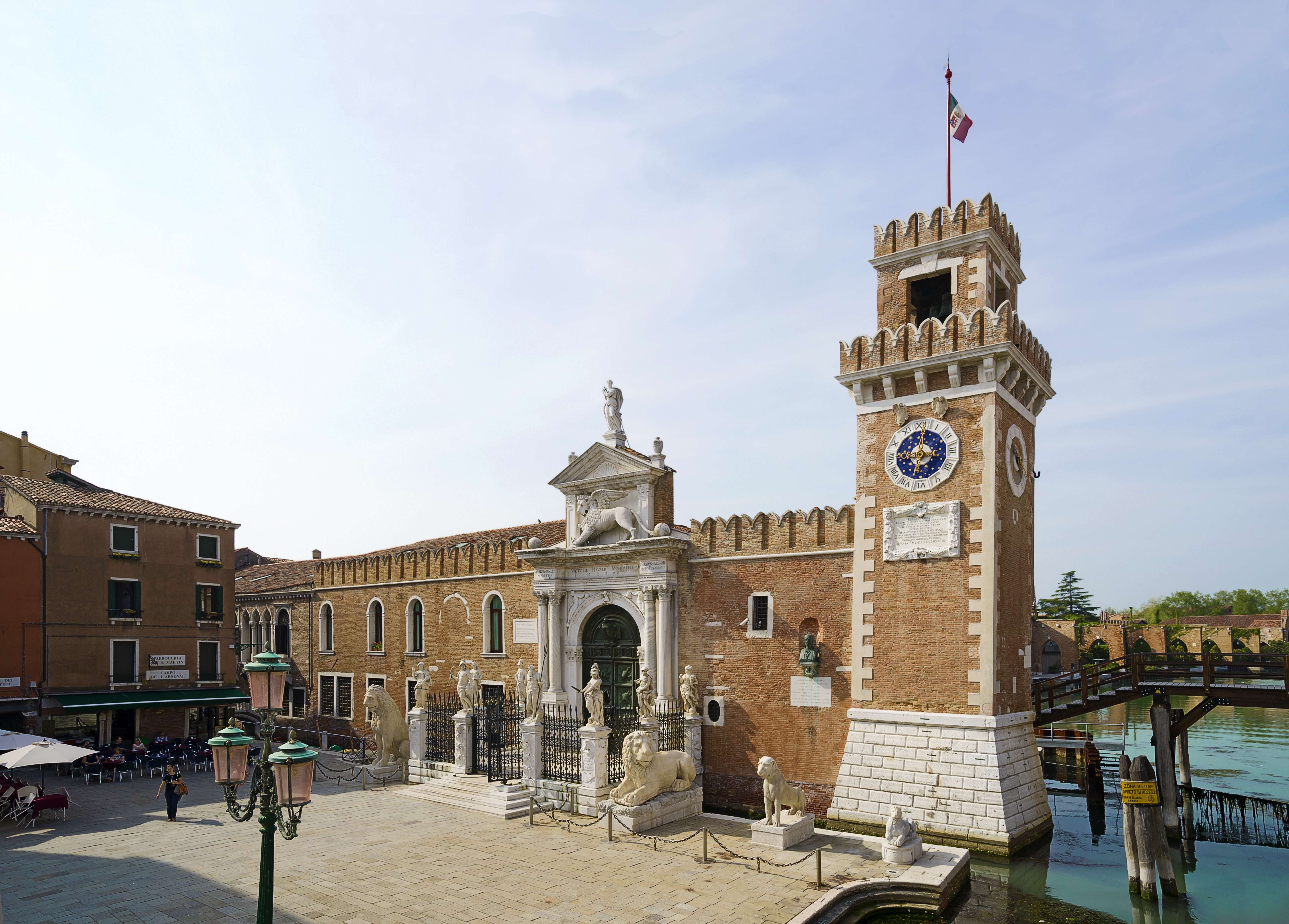
Le ponte porta da terra reliant le campo de l'Arsenale avec la porta da terra de l'Arsenal de Venise
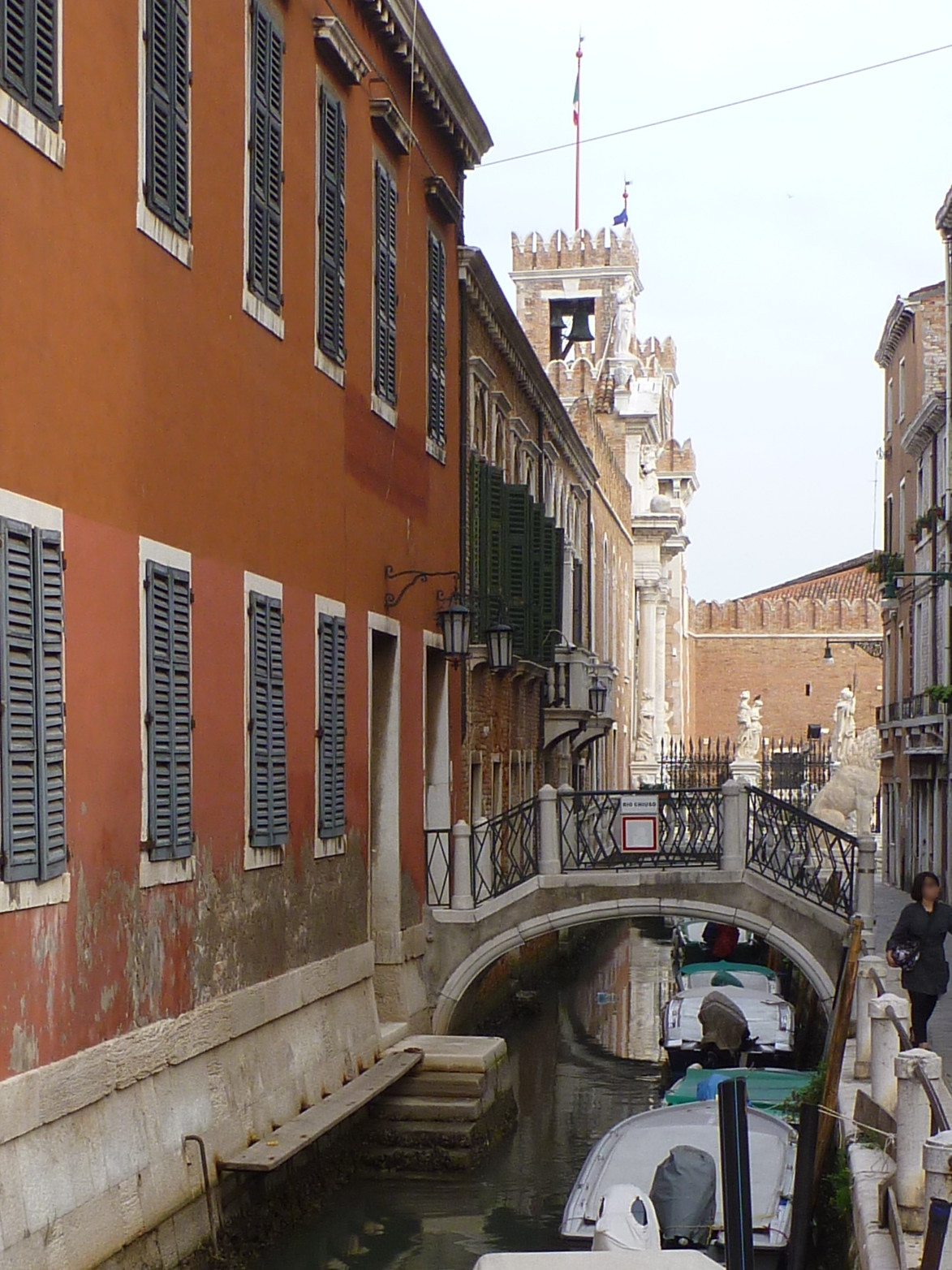
Le ponte dell'Inferno[1] reliant le bâtiment de l'arsenal au fondamenta di fronte;
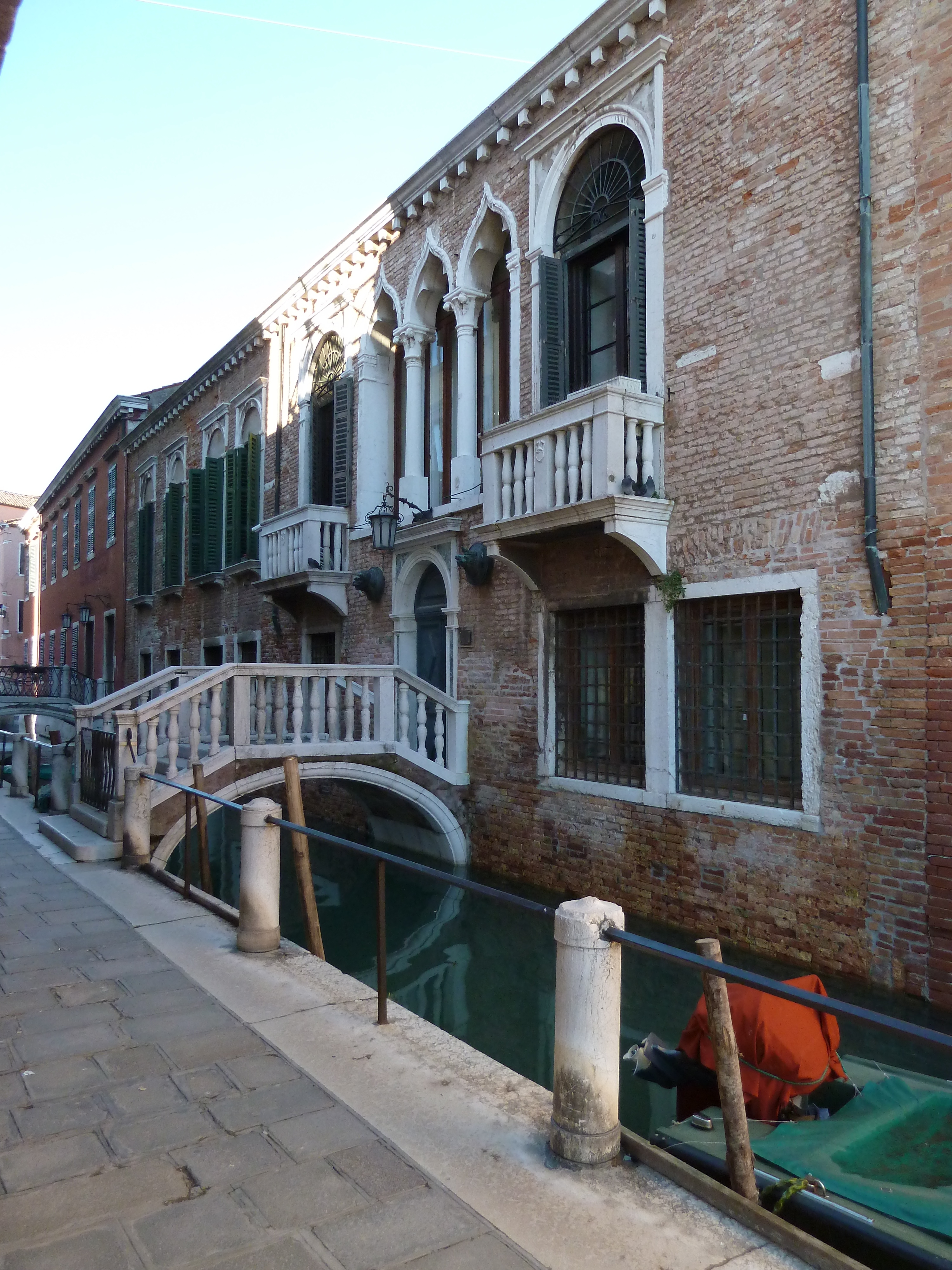
Le ponte del Purgatorio
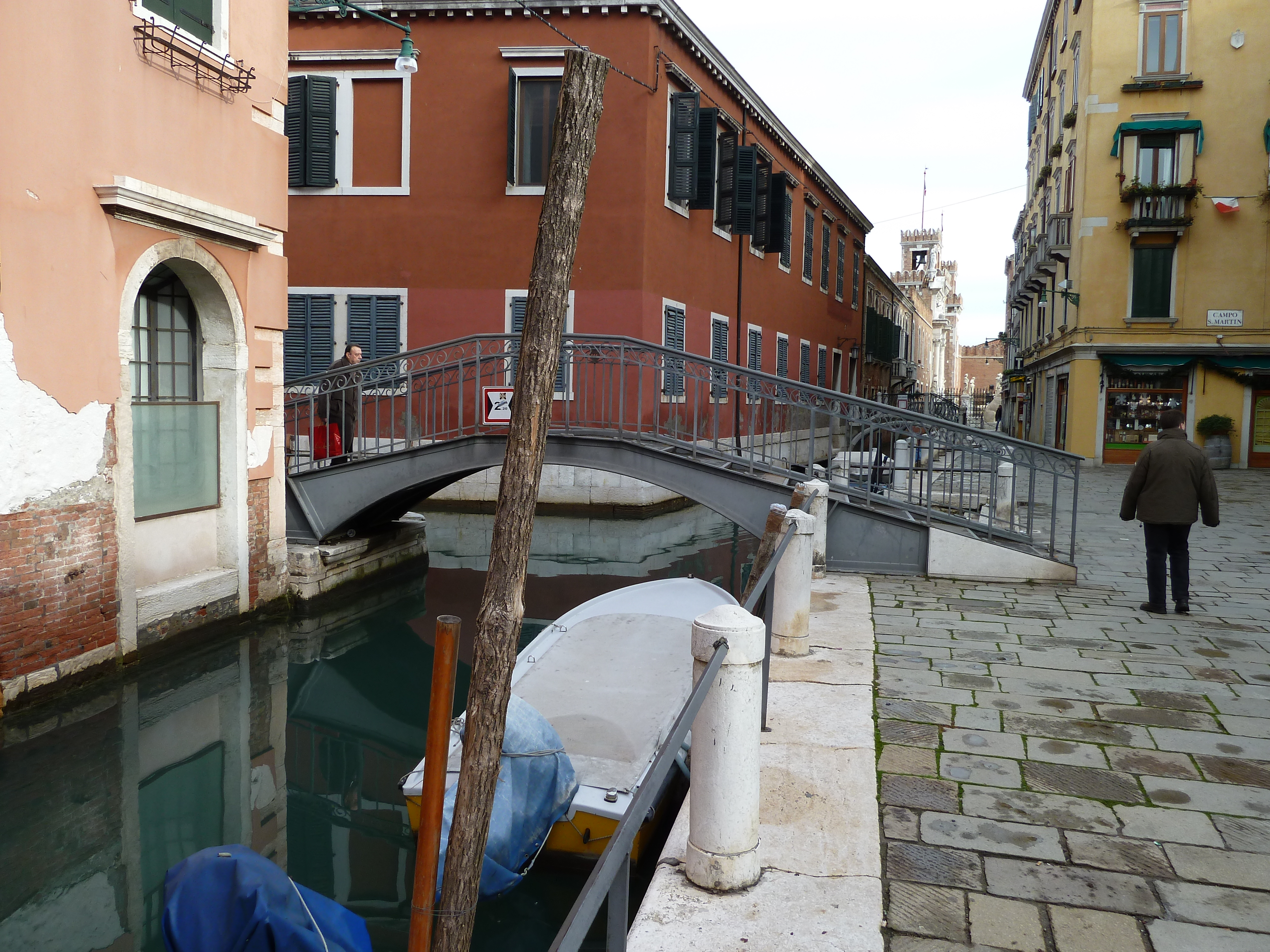
Ponte dei Penini[2] reliant le fondamenta éponyme au Campo e chiesa di San Martin